# Landesarbeitsgemeinschaft örtlich regionaler Träger der Jugendsozialarbeit Mecklenburg-Vorpommern
Die Landesarbeitsgemeinschaft örtlich regionaler Träger der Jugendsozialarbeit Mecklenburg-Vorpommern e. V. (LAG ÖRT M-V) ist der Vertreter der Einrichtungen der Jugendsozialarbeit in Mecklenburg-Vorpommern.

## Organisation
Der Verein wurde am 5. Oktober 1993 gegründet. Derzeit sind die 20 Mitgliedsunternehmen an 45 Standorten in Mecklenburg-Vorpommern aktiv. Sie betreuen mit ihren ca. 1110 Mitarbeitern (Sozialpädagogen, Lehrern und Ausbildern) ca. 6070 Teilnehmer in unterschiedlichen Maßnahmen und Projekten (Stand: Dezember 2013).
Die LAG ÖRT M-V e.V. wird durch einen vierköpfigen Vorstand geleitet.
| Amt               | Name          | Organisation                           |
| ----------------- | ------------- | -------------------------------------- |
| Vorsitzende       | Anett Stuht   | Bildungszentrum Ribnitz-Damgarten e.V. |
| stlv. Vorsitzende | Diana Kuhk    | ABG Neubrandenburg e.V.                |
| Vorstandsmitglied | Ines Redlin   | BFZ Ueckermünde e.V.                   |
| Vorstandsmitglied | Dorit Wehling | BiG Greifswald gGmbH                   |

Die Geschäftsstelle der LAG ÖRT M-V hat ihren aktuellen Sitz im Bildungszentrum Ribnitz-Damgarten e.V.

## Ziele
Der Verein will die Jugendsozialarbeit des Landes mit entwickeln und gestalten sowie die Kontakte zwischen den einzelnen Organisationen und ihren Mitarbeitern unterstützen und fördern. Gegenstand der Arbeit der LAG ÖRT M-V sind die sozialpädagogische, berufliche und wirtschaftliche Betreuung, insbesondere aber auch die Förderung der Aus-, Fort- und Weiterbildung junger Menschen, die aus unterschiedlichen Gründen Schwierigkeiten beim Zugang zum Arbeitsmarkt haben, sowie Förderung und Betreuung offener Kinder- und Jugendfreizeiteinrichtungen sowie alternativer Wohnformen für Jugendliche.

## Aufgaben

### Arbeitsbereiche
- Streetwork einschließlich Integrationshilfe
- Einzelprojekte, die sich auf unterschiedliche Lebenslagen und Probleme Heranwachsender beziehen, beispielsweise Girls’ Day und ab 2011 auch Boys´ Day.
- Schulsozialarbeit
- Betreutes Wohnen für Jugendliche
- Mehrgenerationenprojekte

### Jugendberufshilfe
Für die berufliche Orientierung der Schüler der Regionalen Schulen und Gymnasien werde Projekte der Berufsfrühorientierung (BFO) bzw. Berufsorientierung (BO) entwickelt und durchgeführt, die u. a. durch die Deutsche Kinder- und Jugendstiftung oder das Bundesministerium für Bildung und Forschung (BMBF) finanziert werden.
- Berufsausbildung in außerbetrieblichen Einrichtungen (BaE) an., die durch Agenturen für Arbeit bzw. die Jobcenter finanziert wird.
- Ausbildungsbegleitende Hilfen (abH) für diejenigen, die sich in einem anerkannten Ausbildungsberuf in einem Betrieb ausgebildet werden, Sprachunterricht, zusätzliche Förderung der Fachpraxis und Fachtheorie und sozialpädagogische Begleitung der Teilnehmer. Diese Hilfen sollen dazu führen, dass die Teilnehmer ihre Berufsausbildung nicht abbrechen, sondern erfolgreich abschließen.
- Integrationsprojekte für benachteiligte Jugendliche, Migranten und anderen Randgruppen; Kompetenzagenturen sollen denjenigen Hilfestellung leisten, die von den üblichen Hilfeangebote bezüglich des Übergangs von der Schule zum Berufsleben nicht erreicht werden.

### Internationale Jugendarbeit
Der Verein organisiert Jugendaustausche für Lehrlinge mit verschiedenen europäischen Ländern, darunter z. Bsp. Polen, Frankreich, Rumänien, Litauen, Ungarn, Schweden, Bulgarien und Tschechien. Jugendaustausche, gefördert über das Programm "Leonardo da Vinci" ermöglichen Jugendlichen ihre Berufsausbildung für einige Wochen in einem europäischen Land zu absolvieren.

## Kooperations- und Netzwerkpartner
Der Verein arbeitet auf Landesebene mit allen Akteuren der Jugendsozialarbeit und der Jugendberufshilfe zusammen. Neben der Zusammenarbeit mit dem Ministerien für Bildung, Wissenschaft und Kultur M-V, dem Wirtschaftsministerium M-V, dem Ministerium für Soziales und Gesundheit M-V und dem LAGUS M-V Landesjugendamt sowie der Regionaldirektion Nord der Bundesagentur für Arbeit bestehen regelmäßige Kontakte zu den regionalen Agenturen für Arbeit und den Jobcentern-GE.
Auf Bundesebene sind die Mitglieder der LAG ÖRT M-V gleichzeitig Mitglied in der Bundesarbeitsgemeinschaft örtlich regionaler Träger der Jugendsozialarbeit e. V. (BAG ÖRT).

## Weblink
- Offizielle Website